# Sân vận động Thunderdome
Sân vận động Thunderdome là một sân vận động bóng đá nằm ở Muang Thong Thani, Nonthaburi, Thái Lan. Đây là sân nhà của câu lạc bộ Muangthong United thuộc Giải bóng đá vô địch quốc gia Thái Lan. Đây là sân vận động dành riêng cho bóng đá đầu tiên ở Thái Lan.

## Các trận đấu quốc tế
| Ngày                | Đội #1   | Kết quả | Đội #2    | Giải đấu |
| ------------------- | -------- | ------- | --------- | -------- |
| 8 tháng 11 năm 2009 | Thái Lan | 1–1     | Syria     | Giao hữu |
| 11 tháng 8 năm 2010 | Thái Lan | 1–0     | Singapore | Giao hữu |
| 4 tháng 9 năm 2010  | Thái Lan | 1–0     | Ấn Độ     | Giao hữu |
| 7 tháng 11 năm 2012 | Thái Lan | 2–0     | Malaysia  | Giao hữu |
| 8 tháng 10 năm 2017 | Thái Lan | 1–0     | Kenya     | Giao hữu |

## Khán giả
Dưới đây là lượng khán giả trung bình và cao nhất tại Sân vận động SCG trong các giải đấu bóng đá quốc nội của Muangthong United.
| Năm  | Trung bình | Cao nhất | Giải đấu                                    |
| ---- | ---------- | -------- | ------------------------------------------- |
| 2011 | 10.742     | 21.370   | Giải bóng đá vô địch quốc gia Thái Lan 2011 |
| 2012 | 13.427     | 21.155   | Giải bóng đá vô địch quốc gia Thái Lan 2012 |
| 2013 | 10.888     | 14.114   | Giải bóng đá vô địch quốc gia Thái Lan 2013 |
| 2014 | 9.522      | 14.950   | Giải bóng đá vô địch quốc gia Thái Lan 2014 |
| 2015 | 9.168      | 14.980   | Giải bóng đá vô địch quốc gia Thái Lan 2015 |
| 2016 | 9.777      | 12.579   | Giải bóng đá vô địch quốc gia Thái Lan 2016 |